# ویمپل ان‌پی‌او
ویمپل ان‌پی‌او (انگلیسی: Vympel NPO) شرکت صنایع جنگ‌افزاری روس است، که در سال ۱۹۴۹ تأسیس شد.